# Глазов, Яков Юрьевич
Я́ков Ю́рьевич Гла́зов (англ. Jamie Glazov; род. 1966) — управляющий редактор консервативного издания Frontpage Magazine, созданного Дэвидом Горовицем. Имеет докторскую степень по истории, специализируется в области изучения политики США и Канады в отношении СССР и России, является автором книг по истории и политике.

## Биография
Родился 19 августа 1966 года в Москве.
Отец — Юрий Глазов, филолог, востоковед, переводчик, был советским диссидентом и подписал Письмо двенадцати. Мать — Марина Глазова, также была активным диссидентом, принимала участие в печати и распространении самиздатовской и подпольной политической литературы. Вся семья покинула СССР в 1972 году. В 1975 году поселились в Галифаксе, Новая Шотландия.
Яков Глазов окончил университет в Галифаксе и получил степень бакалавра в области политических наук. Преподаёт в университете Йорка в Канаде.
Автор книги Canadian Policy Toward Khrushchev’s Soviet Union (Foreign Policy, Security, and Strategic Studies), посвящённой политике правительства Канады по отношению к СССР периода правления Н. С. Хрущёва.
В 2009 году написал книгу United in Hate: The Left’s Romance with Tyranny and Terror, предисловие к которой написал экс-директор ЦРУ США Джеймс Вулси. Тема книги — критика левой политики, которая, по мнению автора, в конечном счёте приводит к большому количеству жертв в результате вооружённых конфликтов, инспирированных экстремистскими организациями, действующими под марксистскими или радикально-исламскими лозунгами. Автор предостерегает администрацию Барака Обамы от слишком сильного уклона влево, что может стать угрозой как для безопасности США, так и для глобальной свободы.